# (49443) Marcobondi
(49443) Marcobondi est un astéroïde de la ceinture principale.

## Description
(49443) Marcobondi est un astéroïde de la ceinture principale. Il fut découvert le 22 décembre 1998 à Montelupo par Daria Guidetti et Egisto Masotti. Il présente une orbite caractérisée par un demi-grand axe de 2,65 UA, une excentricité de 0,24 et une inclinaison de 10,8° par rapport à l'écliptique.

## Compléments